# Champfleury (Laval)
Pour les articles homonymes, voir Champfleury.

Logo

Champfleury est un petit quartier de Sainte-Rose, à Laval (Québec). Il est situé à l'est de l'intersection de l'autoroute des Laurentides et du boulevard Curé-Labelle.
À Champfleury, le nom de chaque rue est celui d'un oiseau. On y trouve plusieurs arbres et de jolies maisons de banlieue. 
Champfleury a deux parcs majeurs : le parc de la Volière et le parc Champfleury. Le parc des Oiseaux, le plus grand des deux, contient un terrain de football, de baseball, de tennis, de basket-ball  ainsi  qu'une école primaire, l'Envolée. Dans les secteurs en développement, une seconde école primaire a vu le jour, l'école des Cardinaux. 
Du côté récréatif, ce quartier offre plusieurs pistes cyclables permettant de circuler de façon sûre et plaisante dans tout le quartier et une patinoire en hiver.